# Милн-Редхед, Эдгар
Э́дгар Уо́лстон Бе́ртрам Хэ́ндсли Милн-Ре́дхед (англ. Edgar Wolston Bertram Handsley Milne-Redhead, 1916—1996) — британский ботаник-систематик.

## Биография
Родился 24 мая 1906 года. Начальное образование получал в Челтнеме, в 1925 году поступил в Кембриджский университет. Провалив экзамены, в 1928 году решил устроиться на работу в Ботанические сады Кью. В 1930 году работал в современном округе Мвинилунга в Замбии, откуда привёз обширный гербарий.
В 1933 году женился на сестре Кеннета Эри-Шо Олив.
С 1935 года Милн-Редхед был полноправным сотрудником Кью. В 1936 году он сменил Джона Хатчинсона в должности главы Секции Тропической Африки Гербария Кью. В 1937 году вновь ездил в Мвинилунгу.
В 1939 году Эдгар Милн-Редхед был вызван в Военно-воздушные силы Англии. В 1940 году стал артиллеристом и был переведён в Западную Африку, в 1942 году — вновь в Англию.
После войны Милн-Редхед продолжил работу в Кью, с 1946 года был главным научным сотрудником. Начиная с 1949 года руководил серией экспедиций в Восточную Африку для создания монографии флоры этого региона. Также в 1949 году вместе с Артуром Уоллисом Экселлом и Жаном Леонаром основал Ассоциацию по таксономическому изучению флоры Тропической Африки (AETFAT).
С 1959 по 1971 Э. Милн-Редхед был исполнительным хранителем гербария Кью и редактором Kew Bulletin.
Скончался Эдгар Милн-Эдвард в возрасте 90 лет 29 июня 1996 года.

## Некоторые публикации
- Flora of tropical East Africa / editors: W.B. Turrill and E. Milne-Redhead. — London, 1952—1978. — 106 parts.

## Некоторые виды, названные в честь Э. Милн-Редхеда
- Aloë milne-redheadii Christian, 1940
- Commelina milne-redheadii Faden, 2008
- Helichrysum milne-redheadii Brenan, 1954
- Indigofera milne-redheadii J.B.Gillett, 1958
- Vernonia milne-redheadii Wild, 1978